# Frits Thaulow

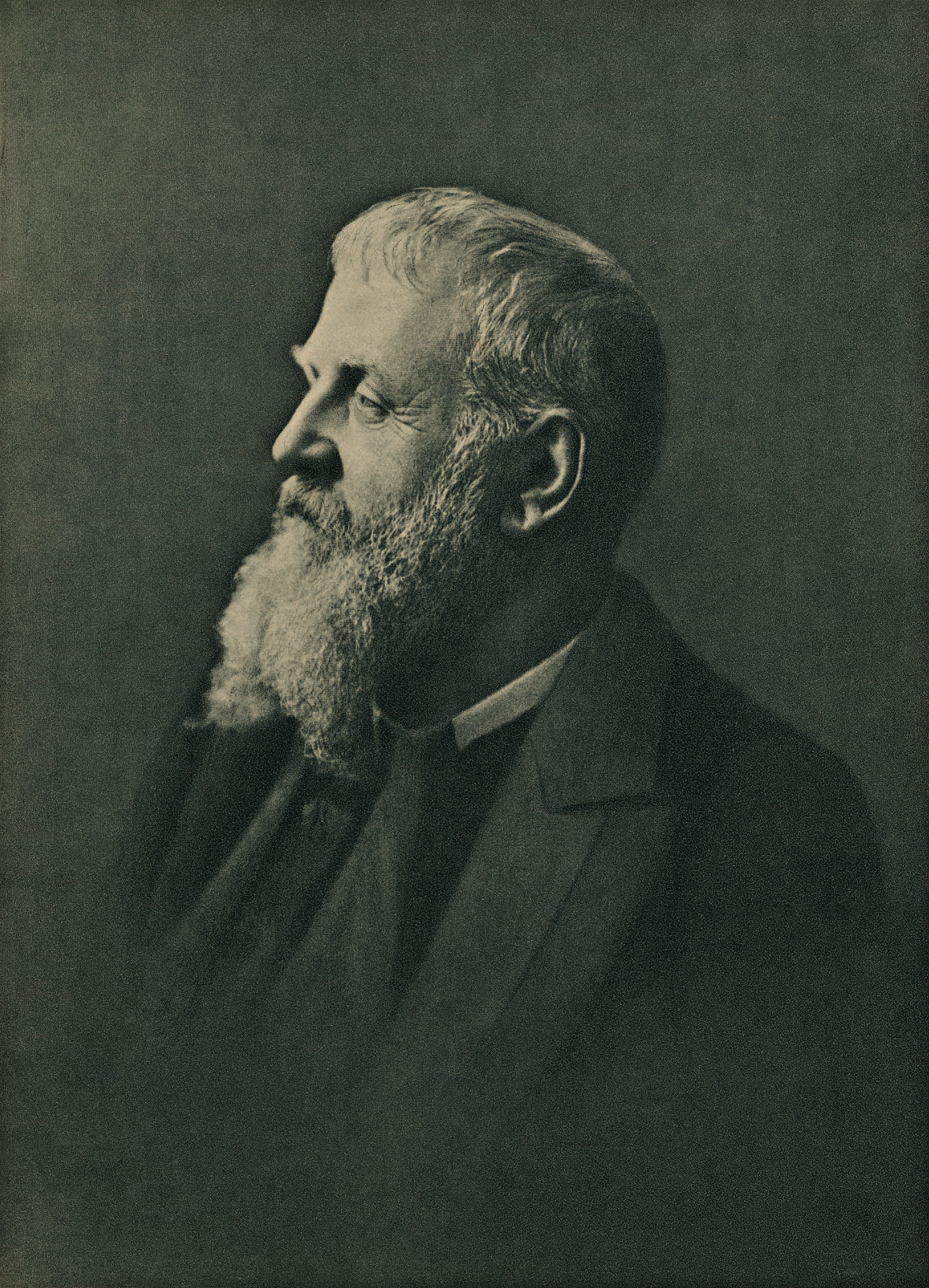
Frits Thaulow.

Johan Fredrik (Frits) Thaulow, född den 20 oktober 1847 i Kristiania, död den 5 november 1906 i Edam-Volendam i Nederländerna, var en norsk målare. 

## Biografi
Thaulow är en av de internationellt mest kända norska konstnärerna från 1800-talet. Han var son till Harald Conrad Thaulow och brorson till Heinrich Arnold och Moritz Christian Julius Thaulow.
Thaulow fick sin utbildning vid Konstakademin i Köpenhamn 1870 -72, och 1873-75 var han elev till Hans Gude i Karlsruhe. Åren efter detta uppehöll han sig för det mesta i Paris där han fick avgörande intryck från de franska impressionisterna.
År 1880 vände Thaulow hem som övertygad naturalist. Tillsammans med Christian Krohg och Erik Werenskiold blev han snabbt en av ledarna i de unge konstnärernas kamp för en rikare och mer vidsynt norsk konstmiljö. Thaulow var bland annat med på att etablera den första Höstutställningen 1882.
År 1892 slog han sig ner i Frankrike, och han besökte USA 1898. Samma år bosatte han sig i Paris, där han blev en celebritet, också internationellt, bland annat genom att bli antagen till den prestigefulla Salongen. Thaulow är representerad vid bland annat Göteborgs konstmuseum, Nationalmuseum och  Skansen.

## Bildgalleri

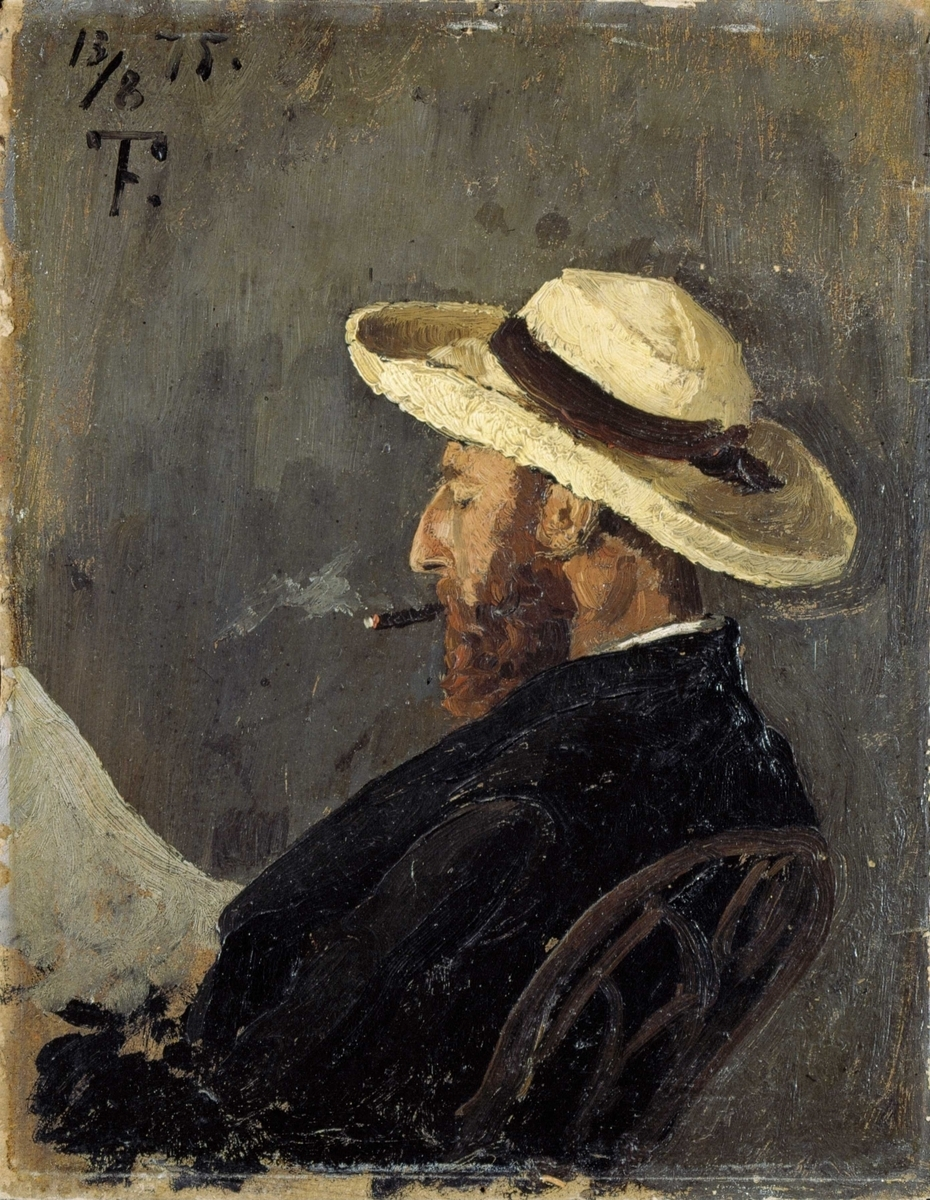
Portrett av Frederik Collett 1875
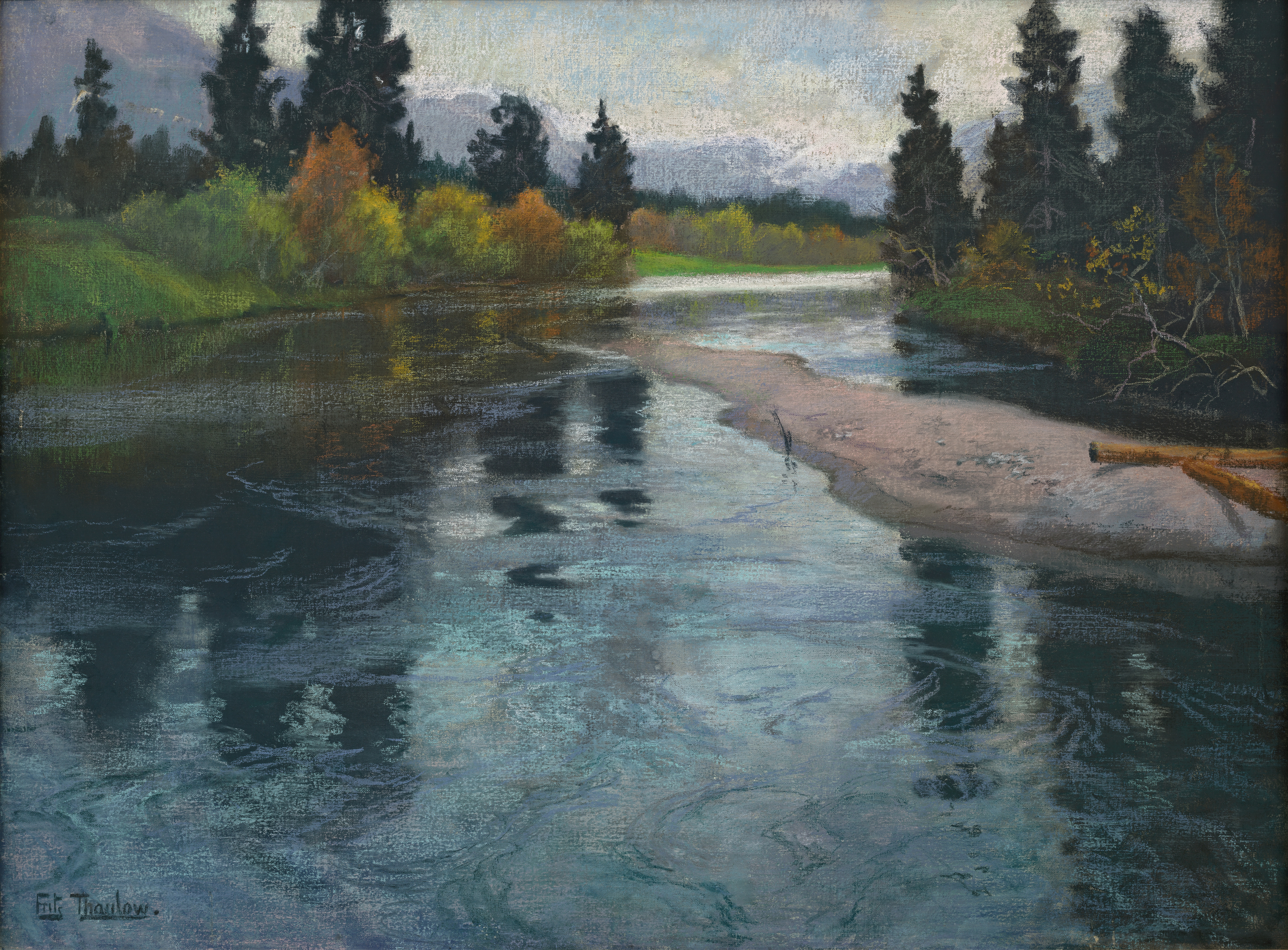
En elv 1883
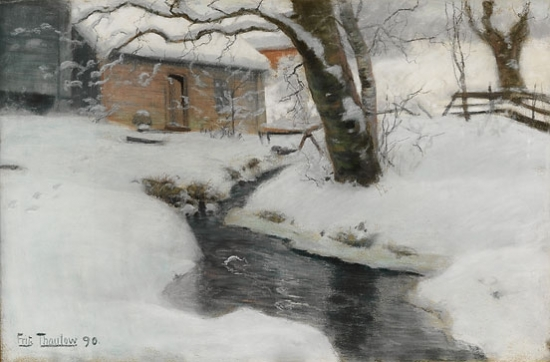
Norsk vinterlandskap 1890
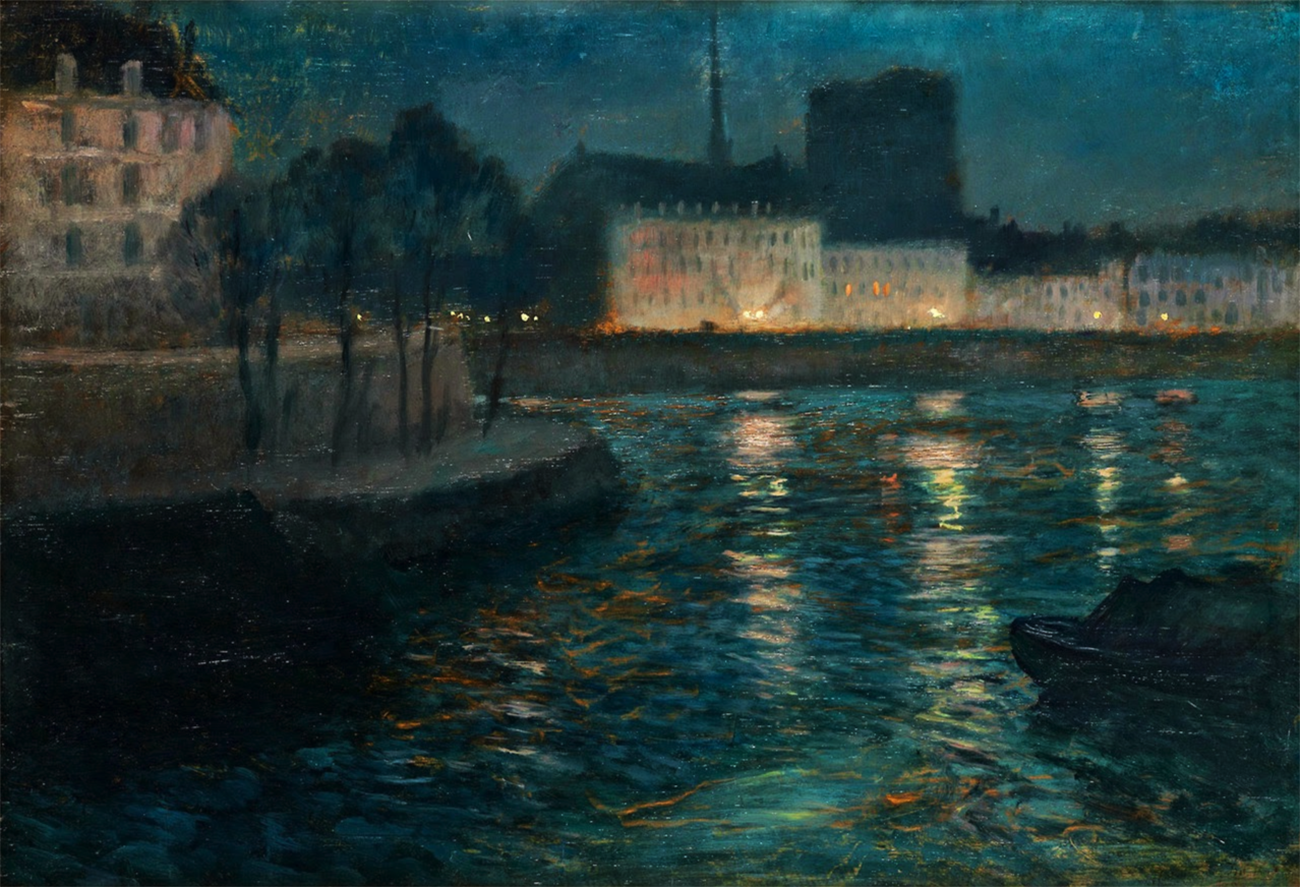
Ambiance Du Soir 1893
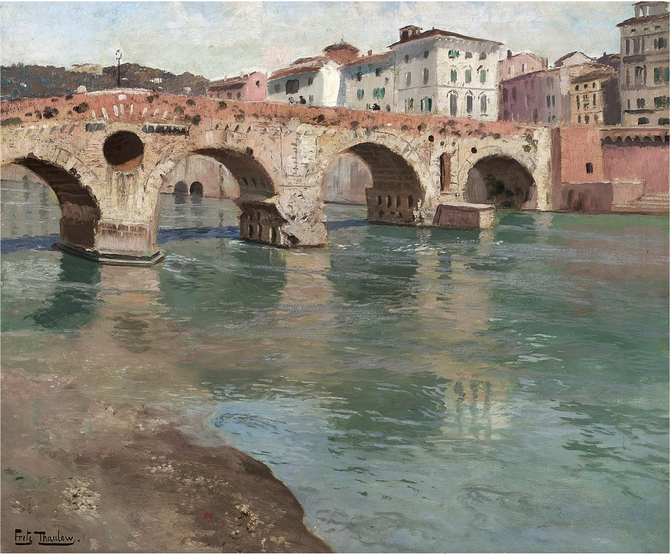
Ponte Pietra, Verona 1894
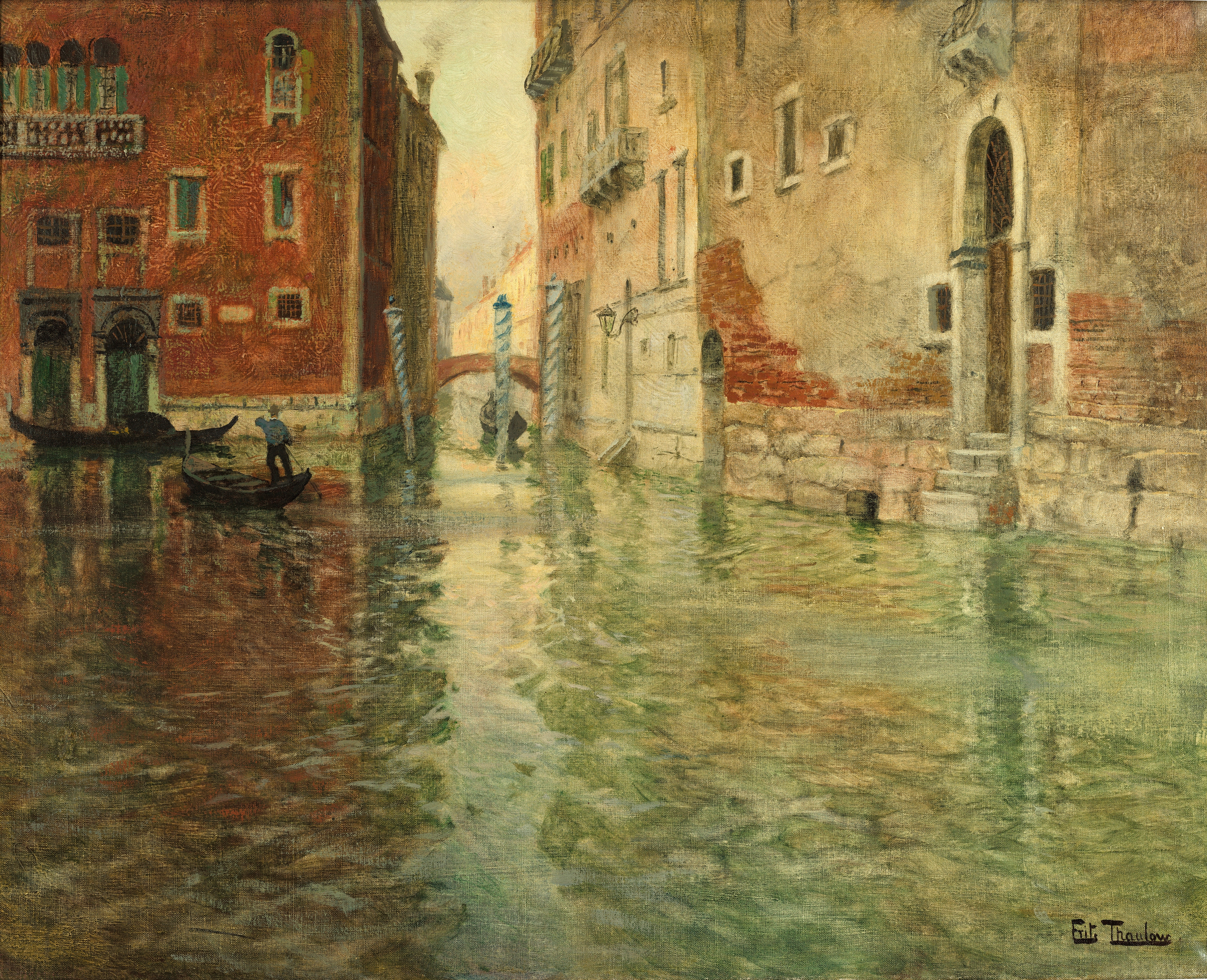
Venezia 1894
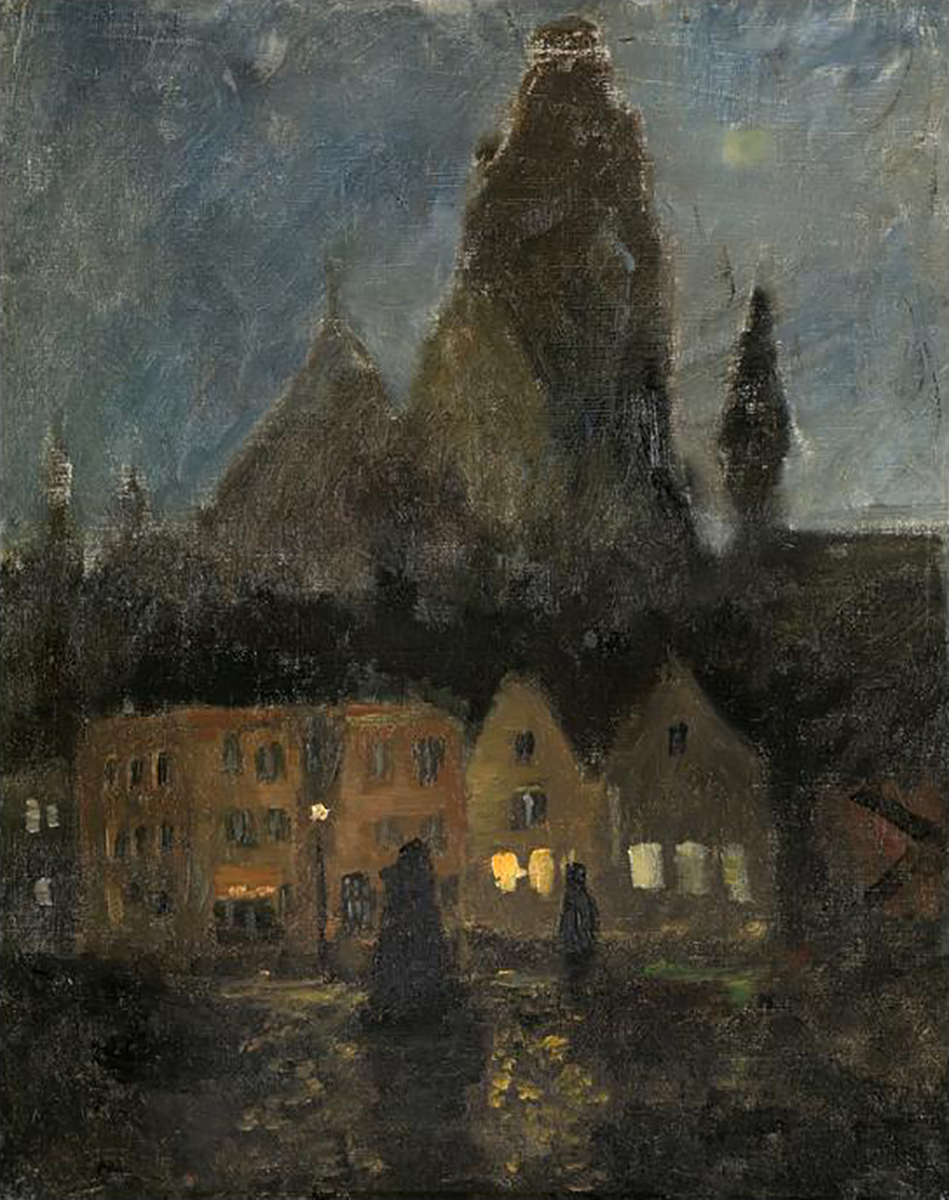
Kveldstemning, Dieppe 1894-1898
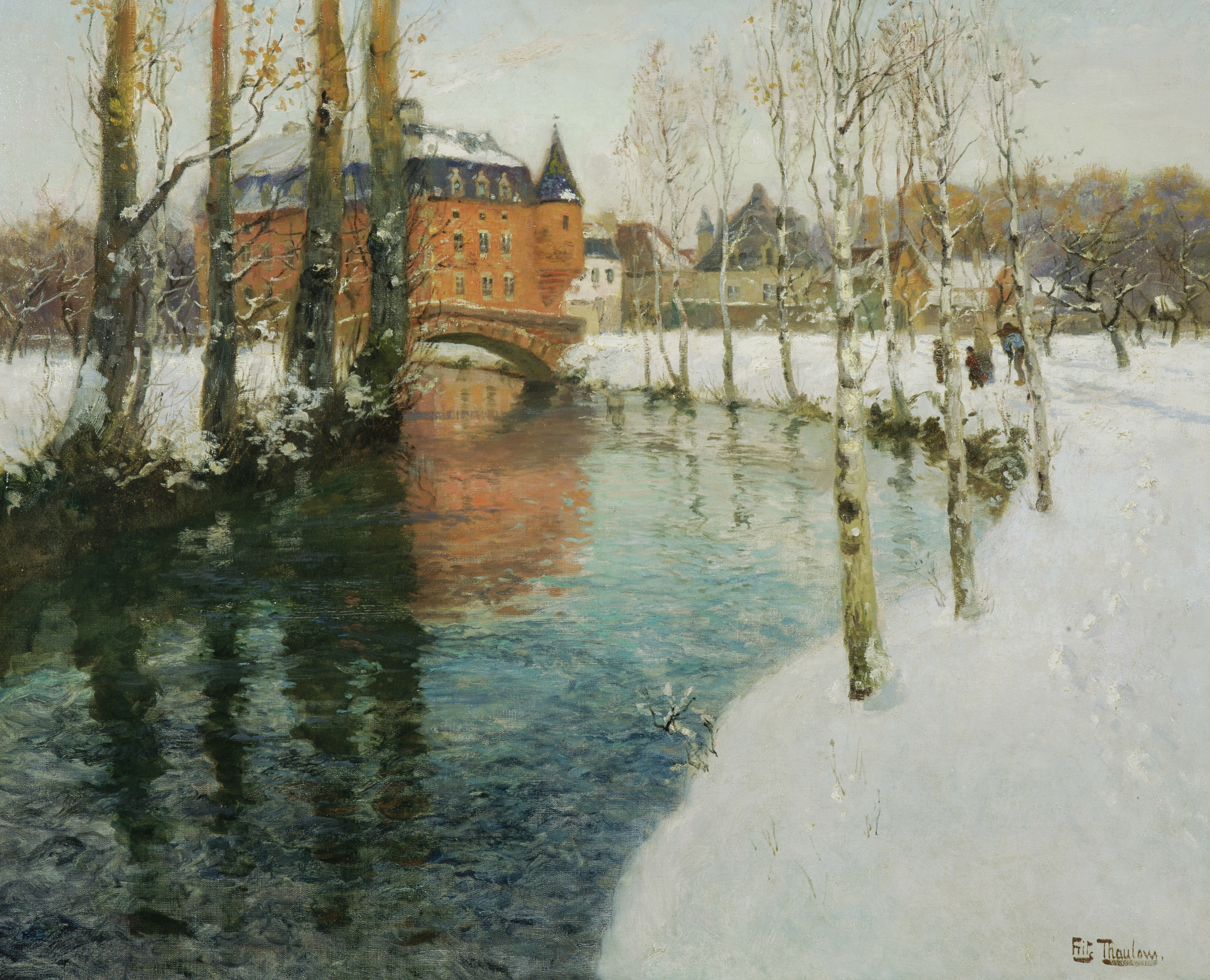
Et Château i Normandie 1895
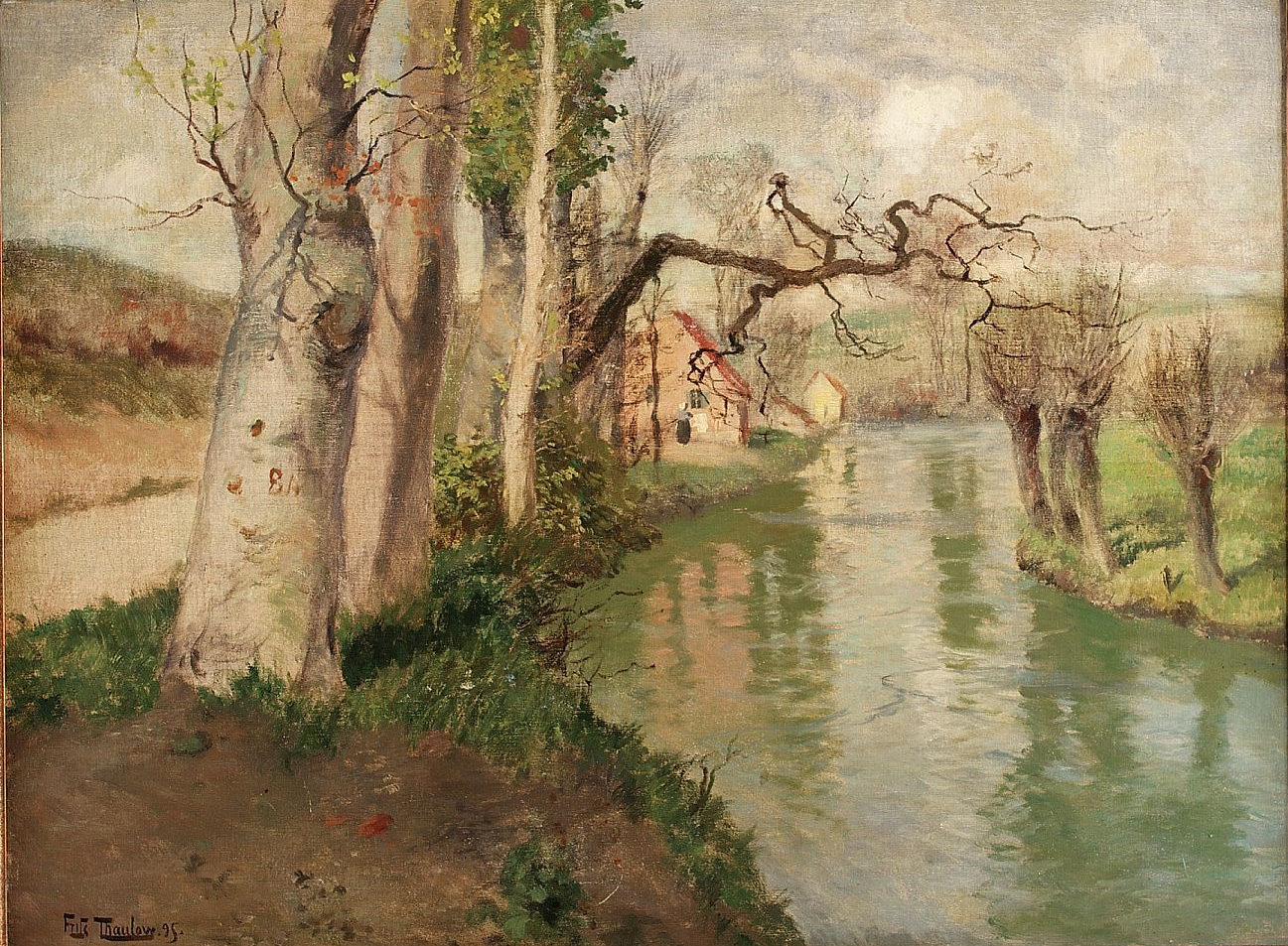
Fra Dieppe med elven Arques 1895
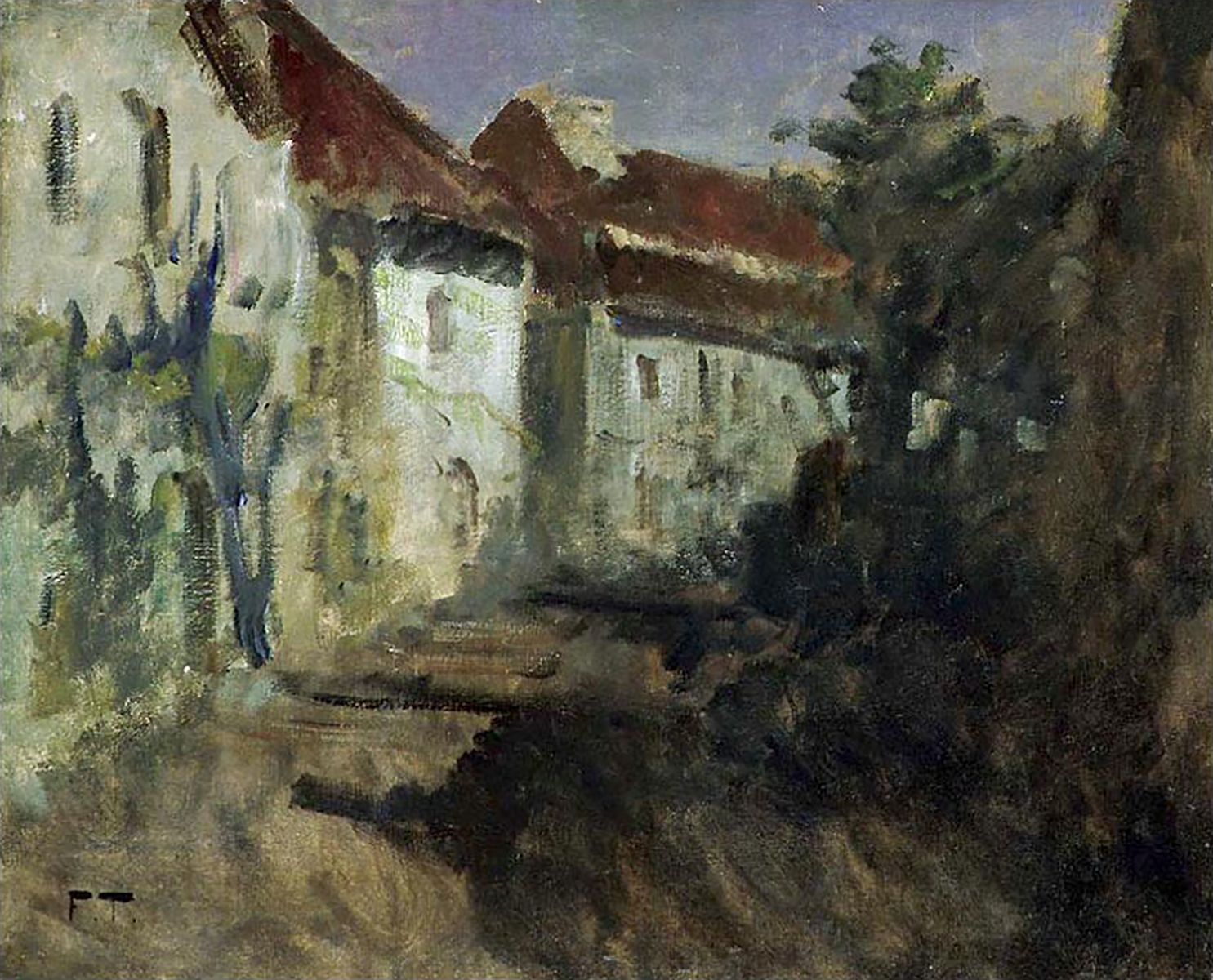
Måneskinn Dieppe 1896
Boulevard de la Madeleine à Paris 1896-1897
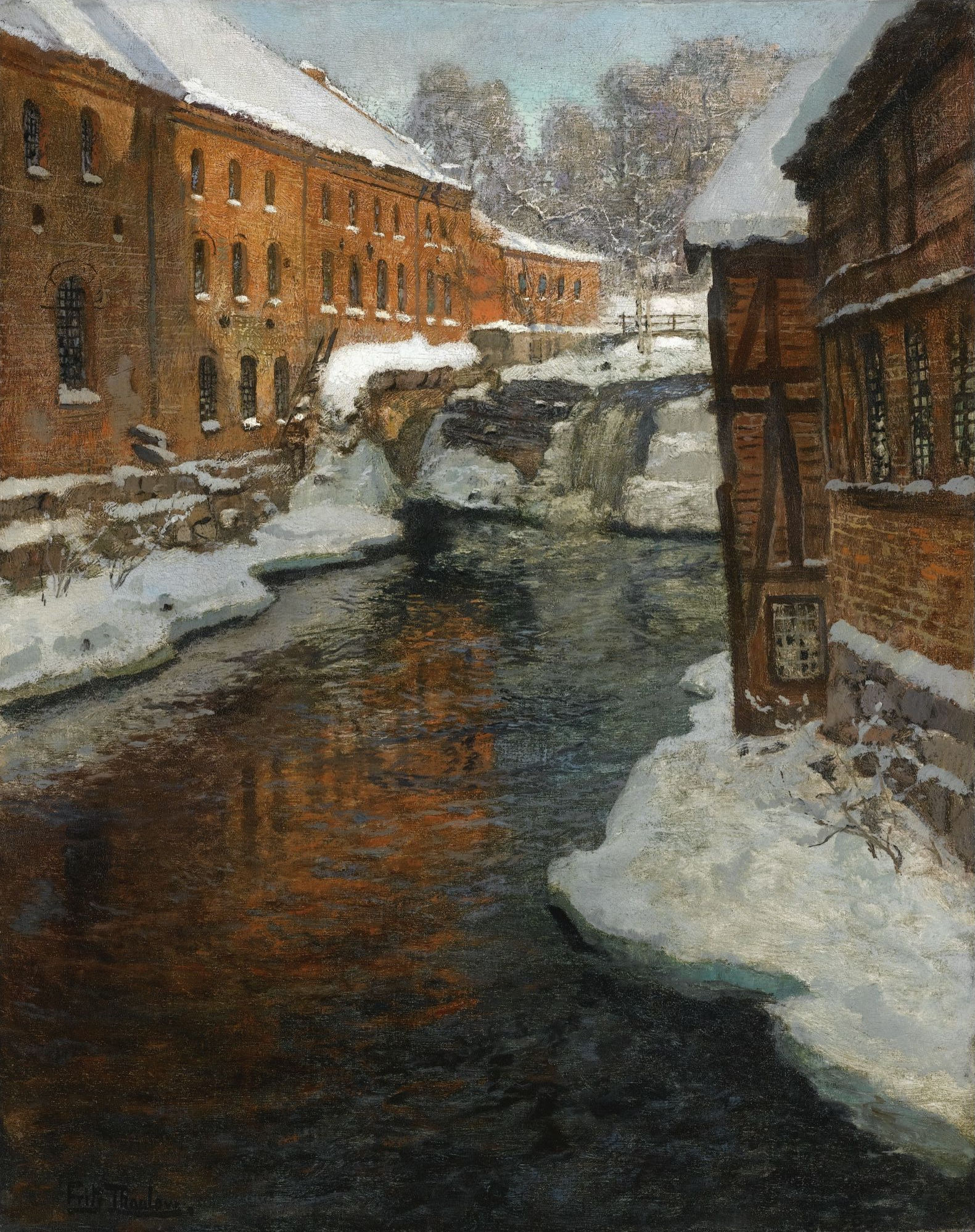
Fra Akerselven 1897-1901
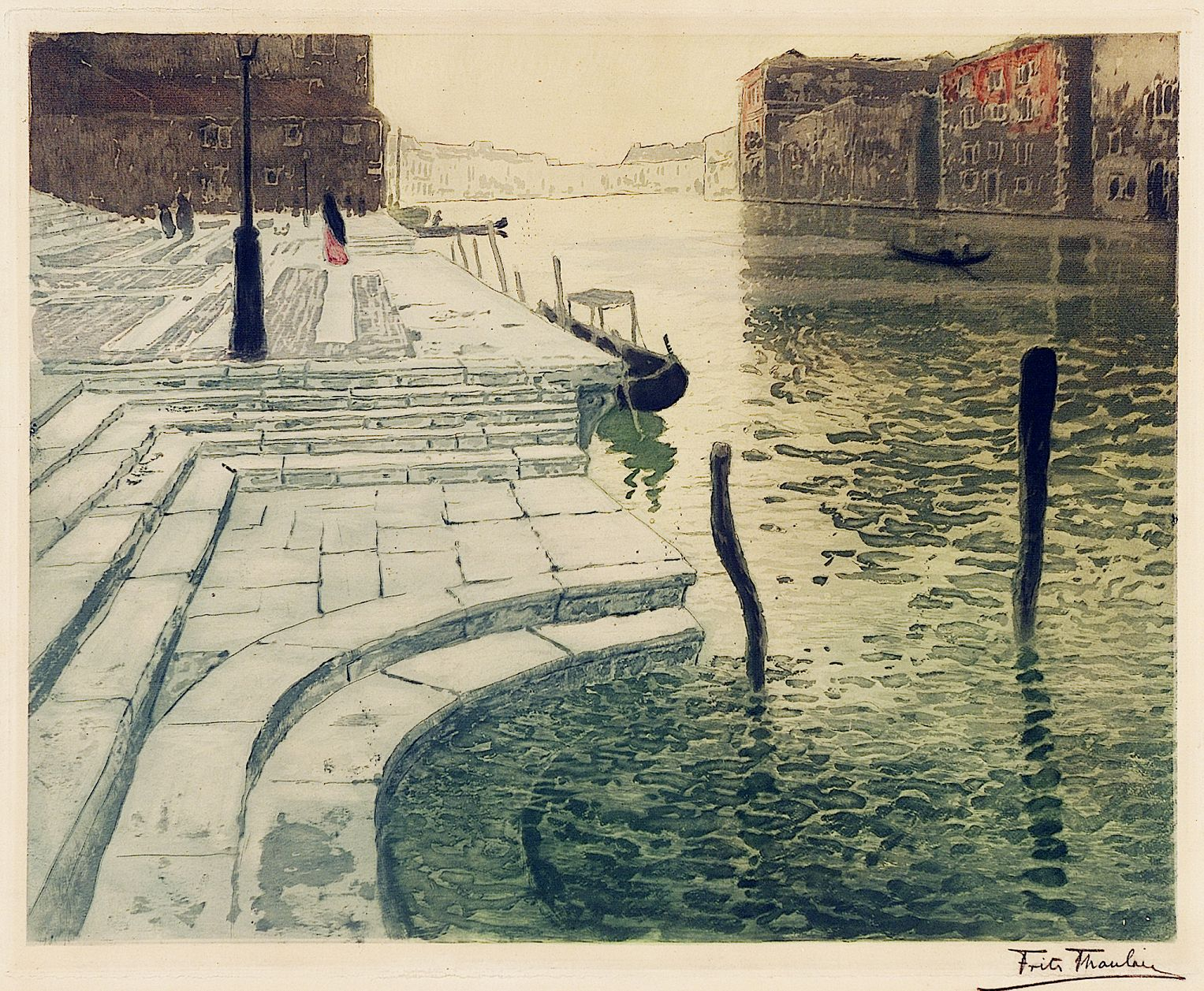
Marmortrappen 1903
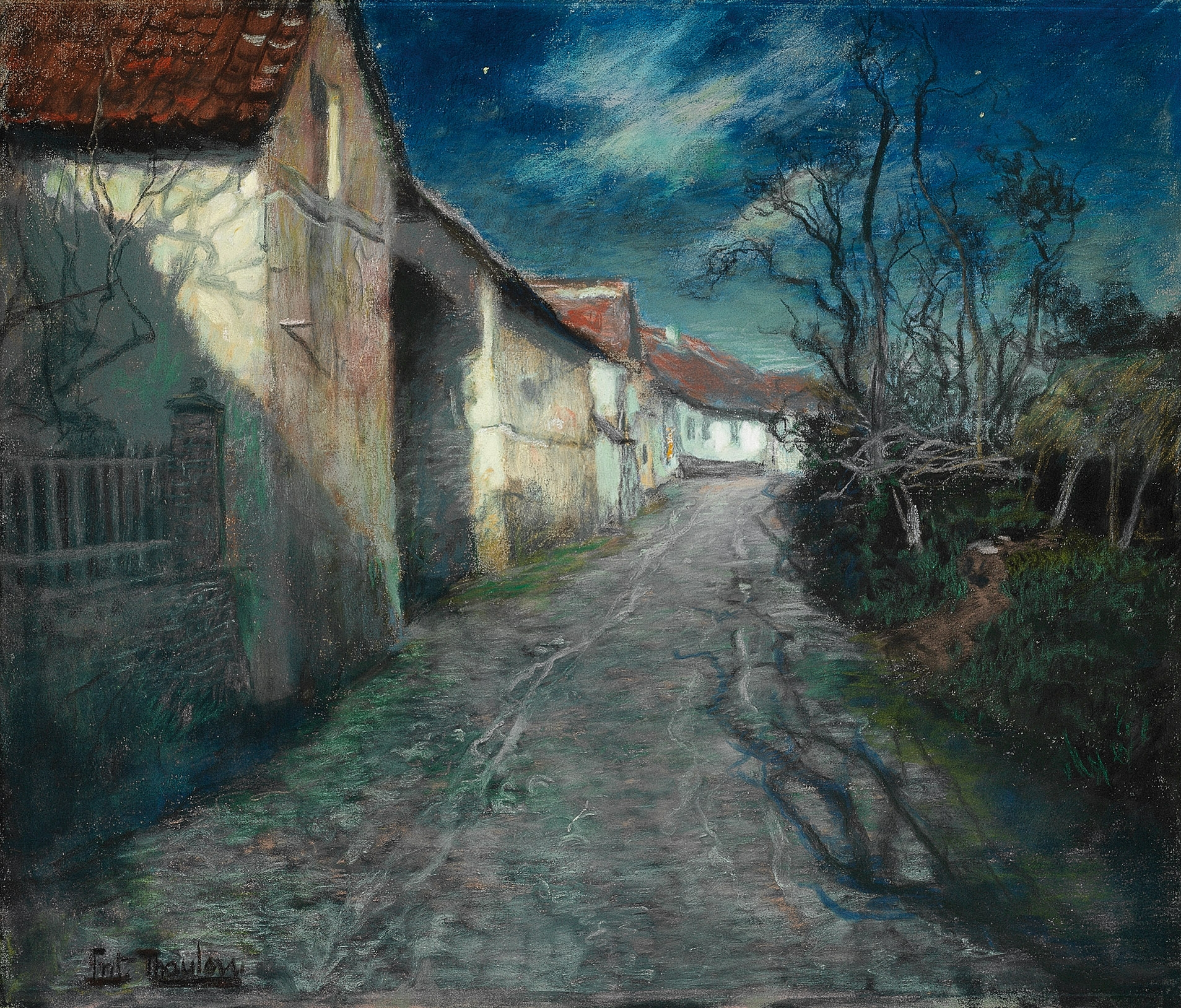
Måneskinn i Beaulieu 1904
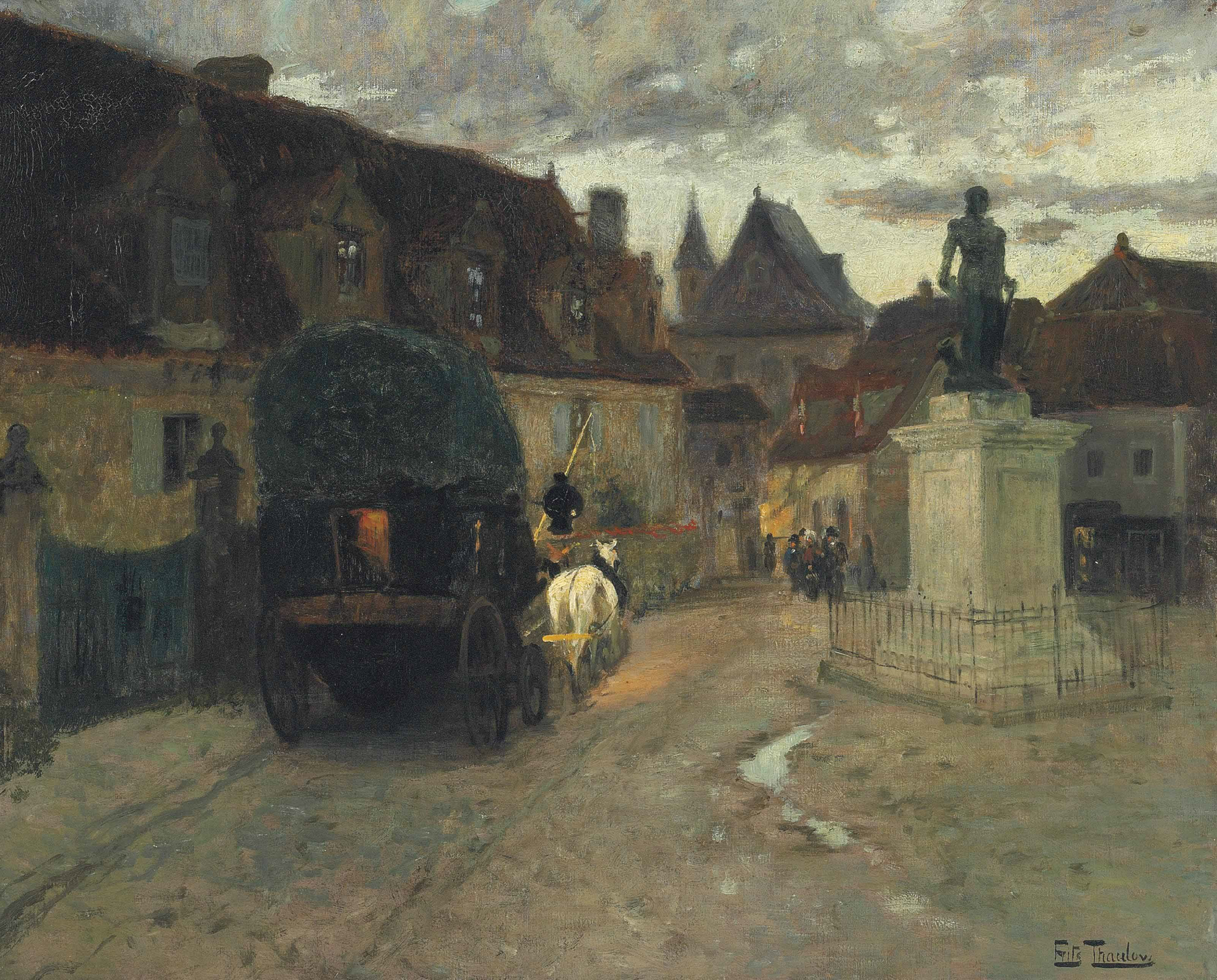
Place Marbot 1904
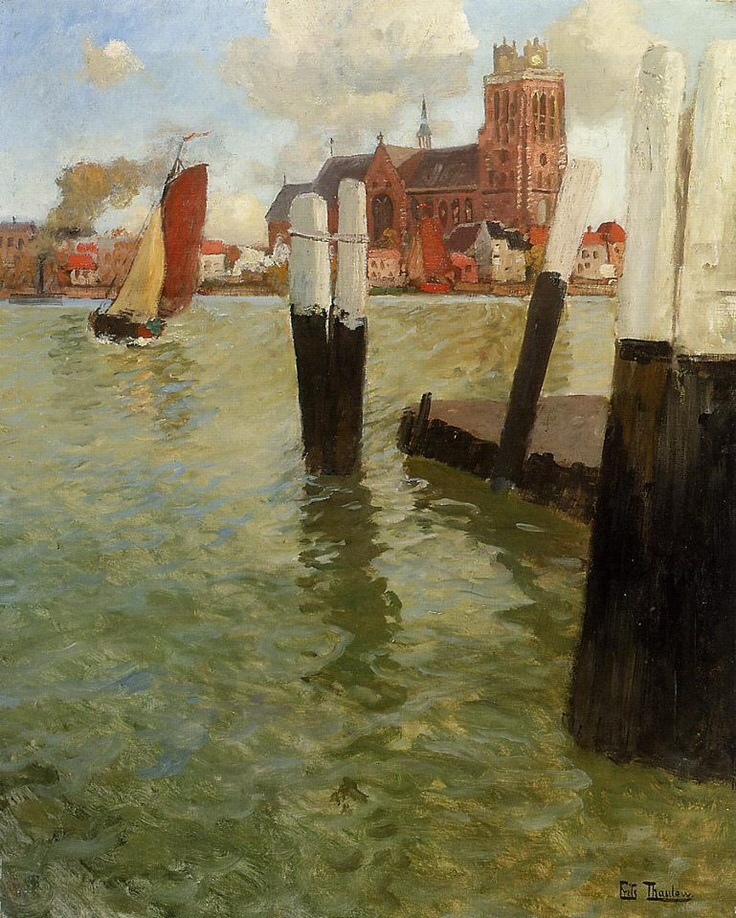
Dordrecht 1905
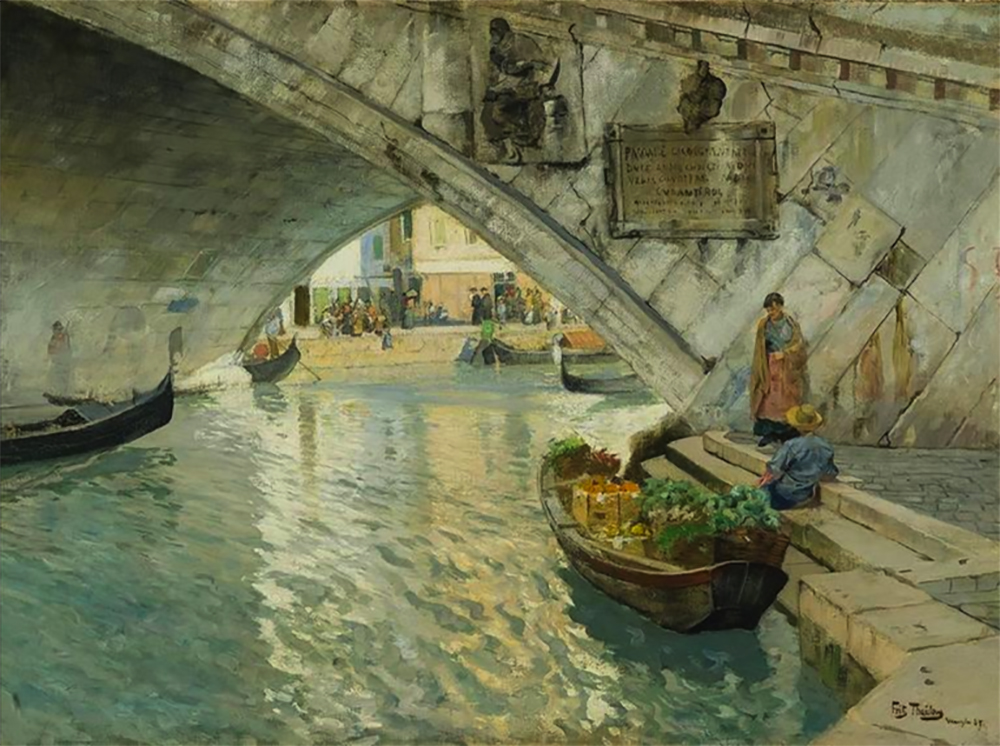
Under Rialto-broen i Venezia
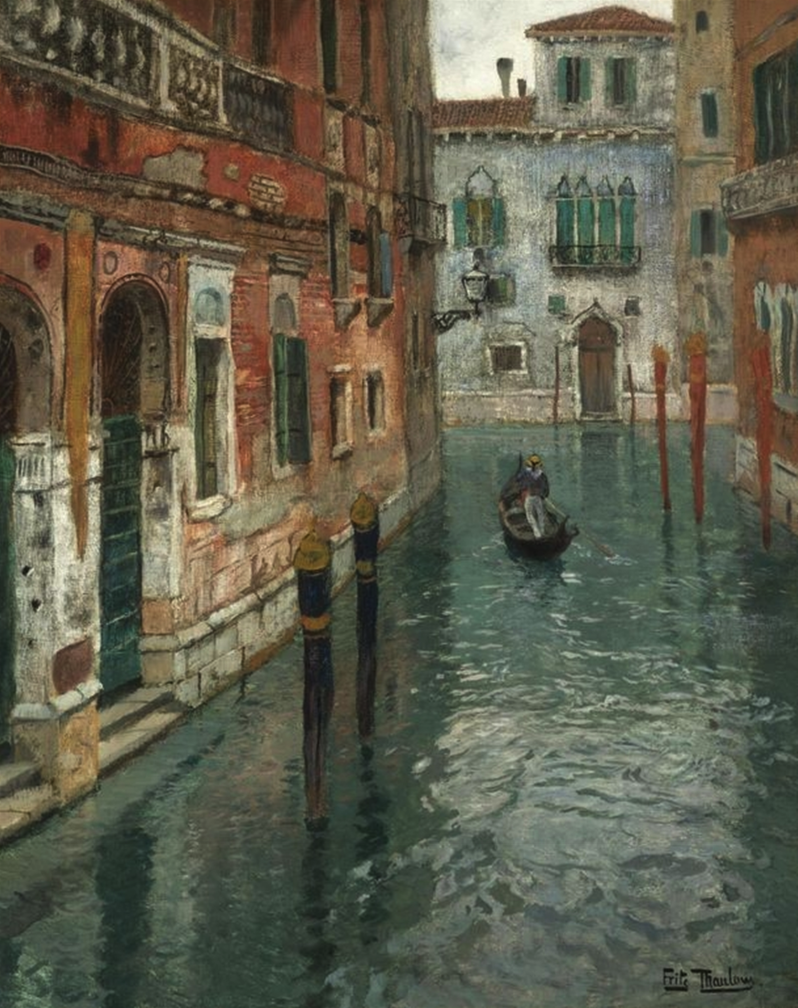
Utsikt over Venezia
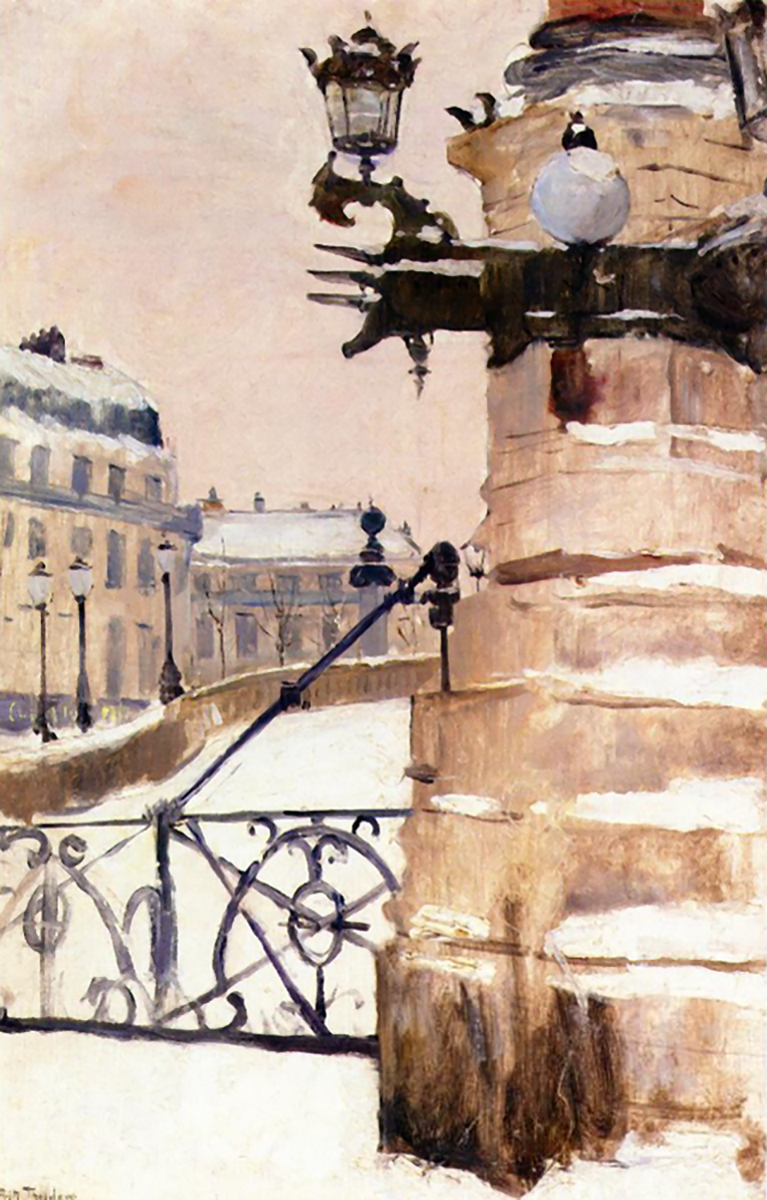
Hiver à Paris
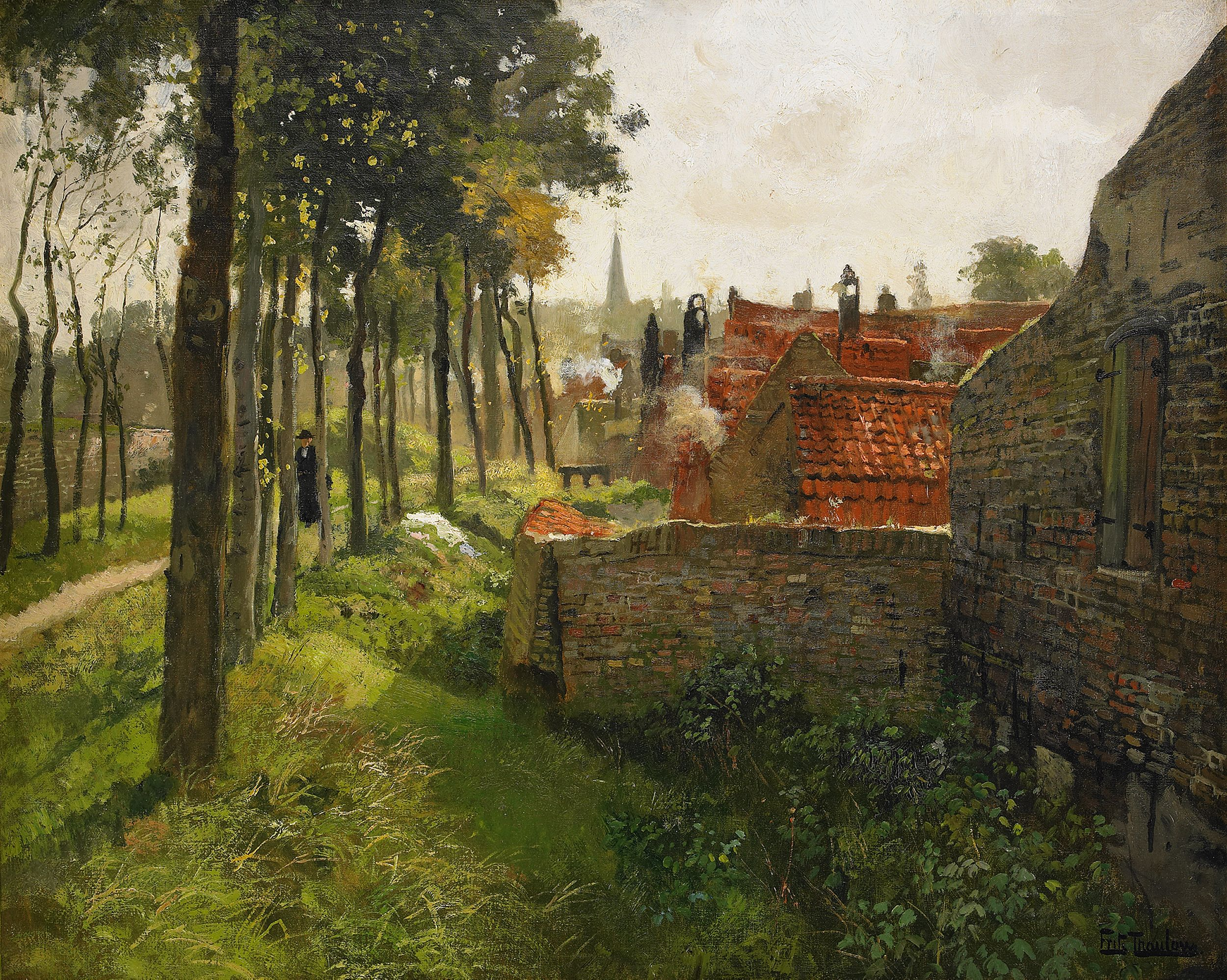
Le Curé